# Tales Up
 (novembre 2023).
Si vous disposez d'ouvrages ou d'articles de référence ou si vous connaissez des sites web de qualité traitant du thème abordé ici, merci de compléter l'article en donnant les références utiles à sa vérifiabilité et en les liant à la section « Notes et références ».
Tales Up est un jeu vidéo d'aventure narrative et de rôle en multijoueur développé par Périple Studio, sorti en mai 2022 sur téléphone mobile pour Android et iOS, puis en juillet 2023 sur navigateur web.
Tales Up est un jeu service et fonctionne comme une bibliothèque numérique de jeux vidéo de rôle. Il s'inspire des jeux de rôle sur table en proposant une alternative moins codifiée et plus simple à jouer.
Il est élu « meilleur jeu vidéo mobile » lors de la cérémonie des Pégases en mars 2023.

## Synopsis
Tales Up se décompose en plus d'une vingtaine d’aventures, chacune explorant des thèmes divers. Il peut s'agir, entre autres, d'affronter des zombies, de naviguer en haute mer comme des pirates, de plonger dans la mythologie grecque ou même d'explorer l'espace.
La dernière sortie du jeu vidéo est la saga La Flèche Éternelle. Il s'agit d'une saga en 8 épisodes où les joueurs incarnent le rôle d'aventurier. Ensemble, ils entreprennent l'ascension de la tour La Flèche Éternelle dont personne n'a encore jamais atteint le sommet[réf. nécessaire].

## Système de jeu
Tales Up est un jeu d'aventure multijoueur, réalisé en 2D, qui repose sur un système interactif à choix. Les décisions sont prises en équipe mais certaines situations déclenchent des quêtes solitaires voire secrètes. Chaque choix façonne le chemin vers un objectif commun. Il y a parfois des objectifs individuels.
La narration est accompagnée d'ambiances sonores, comprenant des musiques et des effets sonores, ainsi que des illustrations de personnages, de lieux, d’actions, d’objets ou d’accessoires.

## Développement
Tales Up est le premier jeu développé par Périple Studio, un studio indépendant cofondé par Victor Jaffeux et Mathieu Bouchonnet en février 2021 à Clermont-Ferrand. Plus tard, ils sont rejoints par Adrien Lambel. L'idée de créer le jeu est née lorsque Victor Jaffeux était étudiant en game design à l'école Bellecour à Lyon[réf. nécessaire]. Inspiré par les « livres dont vous êtes le héros » pour son système de narration à choix, le studio souhaite créer une expérience de jeu nouvelle sur le modèle des jeux de rôle papier traditionnels. La bande-son de Tales Up est composée par Corentin Brasart, un compositeur et designer sonore qui a travaillé sur d'autres jeux tels que Gladiabots, Night Call, Flat Eye, No Plan B et Decarnation[réf. nécessaire].
Tales Up est d'abord lancé en bêta sur les appareils mobiles[réf. nécessaire], avant une sortie complète sur Android et iOS en mai 2022. Le jeu est actuellement en bêta ouverte sur navigateur web[réf. nécessaire].

## Accueil
Le jeu semble bien accueilli par les joueurs : il enregistre une note moyenne de 4,6/5 sur les magasins d'applications. Selon les avis, la qualité de la narration, les choix impactant et l'expérience multijoueur sont appréciés par la communauté de joueurs[réf. nécessaire].
Le 9 mars 2023, le jeu remporté le Pégase du « meilleur jeu vidéo mobile » lors de la 4e édition de la cérémonie des Pégases qui s’est déroulée à Paris,. Cette cérémonie, organisée par l'Académie des arts et techniques du jeu vidéo, récompense les acteurs de l'industrie du jeu vidéo français dans différentes catégories. Tales Up est également finaliste dans deux autres catégories : « meilleure accessibilité » et « meilleur service d’exploitation ».